# Seznam opatů premonstrátského kláštera v Hradisku u Olomouce
Seznam opatů na Hradisku u Olomouce po převzetí kláštera řádem premonstrátů až do jeho zrušení 18. srpna 1784.
- 1150–1158	Reiner
- cca 1158–1159	Jiří I.
- 1160	Blažej
- 1174	Michael
- 1184–1189	Dětřich
- 1196–1200	Hilarius
- 1201–1216	Heřman
- 1215–1223	Bonifác
- 1225–1229	Petr I.
- 1229–1232 	Abraham ze Střelny
- 1232–1233	Rivin
- 1232–1240/1243	Gerlach
- 1240/1243–1267	Robert I.
- 1269–1290	Budiš
- 1290/1292–1299	Chvalko
- 1299–1300	Roman
- 1300–1310	Roman
- 1310–1315	Bohuslav
- 1315–1322	Jindřich
- 1322–1332	Tomáš I.
- 1332–1336	Bedřich I.
- 1336–1350	Augustin
- 1350–1356	Bernard I.
- 1356–1365	Přibyslav z Odlochovic
- 1365–1381	Tervart
- 1381	Matyáš (?)
- 1381–1382	Petr II. Horine
- 1382–1386	Štěpán I.
- 1386–1406	Viker z Křenovic
- 1409–1412	Beneš z Kravař
- 1412–1433	Václav Hřivnáč z Horky
- 1433–1446	Mikuláš I. Kobík
- 1446–1461	Mikuláš II. Rús
- 1461–1478	Jiří II. Jursa
- 1478–1483 	Bernard II.
- 1487–1497	Marek
- 1497–1502/1504	Jan I. Hiezko (ze Želiva)
- 1502/1504	Štěpán II. Rambal
- 1502/1504–1507	Jan II. z Kaplic (ze Želiva)
- 1508–1525	Pavel I. z Kralic
- 1526–1529	Jan III. Kaila
- 1530–1548	Martin Přemyslovic, olomoucký světící biskup
- 1549–1556	Benedikt II. Poch
- 1556–1576	Kašpar z Litovle
- 1576–1587	Jan IV. Ponětovský
- 1587–1593	Pavel II. Grünwald
- 1594–1608	Jiří III. Pavorin z Pavorinu
- 1608–1612	Lukáš Tomicius
- 1612–1628	Jiří IV. Leodegar (ze Zábrdovic)
- 1629–1635	Maxmilián Pracher
- 1635–1641	Elizeus Honig
- 1641–1647	Jakub Göding, 1645–1646 administrátor v Zábrdovicích
- 1647	Jan V. Minsky
- 1647–1657	Bedřich II. Schinal
- 1657–1666	Tomáš II. Olšanský
- 1666–1671	Bedřich III. Sedlecký († 1708)
- 1671–1679	Alexius Worstius
- 1679–1709	Norbert Želecký z Počenic
- 1709–1714	Bernard III. Wancke
- 1714–1721	Benedikt II. Bönisch
- 1722–1732	Robert II. Sancius
- 1732–1741	Norbert III. Umlauf
- 1741–1784	Pavel III. Ferdinand Václavík